# Рат, Том
Том Рат (англ. Tom Rath) — американский писатель, исследователь и лектор. В мире было продано более 5 млн экземпляров книг Тома Рата, они были переведены на 16 языков, включая русский
Рат получил известность как исследователь сильных сторон личности. Результаты его работы
были представлены в ряде книг, ставших бестселлерами.
Том Рат — старший научный сотрудник и советник в Институте Гэллапа. Он возглавляет подразделение компании, занимающееся исследованиями и консалтингом в области вовлеченности сотрудников, сильных сторон и благополучия.

## Образование
Том Рат получил степень бакалавра в области психологии в Университете Мичигана и степень магистра в Университете Пенсильвании.

## Карьера писателя
Первая книга Тома Рата «Сила оптимизма. Почему позитивные люди живут дольше» (англ. How Full Is Your Bucket?), написанная в соавторстве с дедом Рата, Дональдом О. Клифтоном (англ. Donald O. Clifton), стала бестселлером № 1 по версии New York Times после публикации в 2004 году.
Книга Strengths Based Leadership (2009 год) — бестселлером по версии Wall Street Journal. Она была написана в соавторстве с Барри Кончи (англ. Barry Conchie) и основана на исследованиях института Гэллапа в области лидерства.
Книга «Пять элементов благополучия» (2010 год), написанная в соавторстве с Джимом Хартером (англ. Jim Harter), основана на исследованиях института Гэллапа в области благосостояния.
Одни из самых известных книг Тома Рота — StrengthsFinder 2.0 (2007 год) — стала бестселлером № 1 по версии Wall Street Journal, в 2011 году вошла в список мировых бизнес-бестселлеров журнала The Economist и стала самой продаваемой нехудожественной книгой 2012 года сайта amazon.com.

## Общественная деятельность
Рат является вице-президентом организации, занимающейся исследованиями гена-суппрессора раковых опухолей, а также в качестве приглашенного лектора ведет занятия в Пенсильванском университете.